# Ekipa (film)
Ekipa (tytuł oryg. Entourage) – amerykański film komediowy w reżyserii Douga Ellina, którego premiera odbyła się 27 maja 2015 roku.
Zdjęcia do filmu były realizowane w Los Angeles, West Hollywood, Beverly Hills i Miami.
Film zarobił 49 263 404 dolarów.

## Obsada
Źródło: Filmweb

- Kevin Connolly – Eric Murphy
- Adrian Grenier – Vincent Chase
- Kevin Dillon – Johnny Drama
- Jerry Ferrara – Turtle
- Jeremy Piven – Ari Gold
- Emmanuelle Chriqui – Sloan
- Perrey Reeves – Pani Ari
- Rex Lee – Lloyd